# Ferganites
Ferganites es un género de foraminífero bentónico considerado un sinónimo posterior de Triticites de la subfamilia Schwagerininae, de la familia Schwagerinidae, de la superfamilia Fusulinoidea, del suborden Fusulinina y del orden Fusulinida. Su especie tipo era Triticites ferganensis. Su rango cronoestratigráfico abarcaba el Gzheliense (Carbonífero superior).

## Discusión
Clasificaciones más recientes incluirían Ferganites en la superfamilia Schwagerinoidea, y en la subclase Fusulinana de la clase Fusulinata. Otras clasificaciones lo han incluido en la Subfamilia Triticitinae de la Familia Triticitidae.

## Clasificación
Ferganites incluía a las siguientes especies:
- Ferganites allisonensis †
- Ferganites cylindrica †
- Ferganites densimedius †
- Ferganites depressa †
- Ferganites duplex †
- Ferganites exortis †
- Ferganites ferganensis †
- Ferganites gracilis †
- Ferganites langsonensis †
- Ferganites laudoni †
- Ferganites mancus †
- Ferganites martinezi †
- Ferganites mendenhalli †
- Ferganites obesus †
- Ferganites paralinearis †
- Ferganites perplexa †
- Ferganites potterensis †
- Ferganites pusilla †
- Ferganites recondita †
- Ferganites thompsoni †
- Ferganites tschernyschewi †
- Ferganites waddeli †
- Ferganites whitei †
- Ferganites yukonensis †